# 山王駅 (長野県)
山王駅（さんのうえき）は、かつて長野県長野市中御所に存在した善光寺白馬電鉄の駅（廃駅）である。同線の廃止に伴い廃駅となった。

## 歴史
- 1936年（昭和11年）11月22日：南長野 - 善光寺温泉東口間の開通により開業。
- 1944年（昭和19年）1月10日：善光寺白馬電鉄の休線により休止。
- 1969年（昭和44年）7月9日：善光寺白馬電鉄の廃線により廃止。

## 駅構造
単式ホーム1面1線を有した駅であった。

## 現状
築堤は崩されホームは残っていない。現在はホームへ続いていた階段が残る。

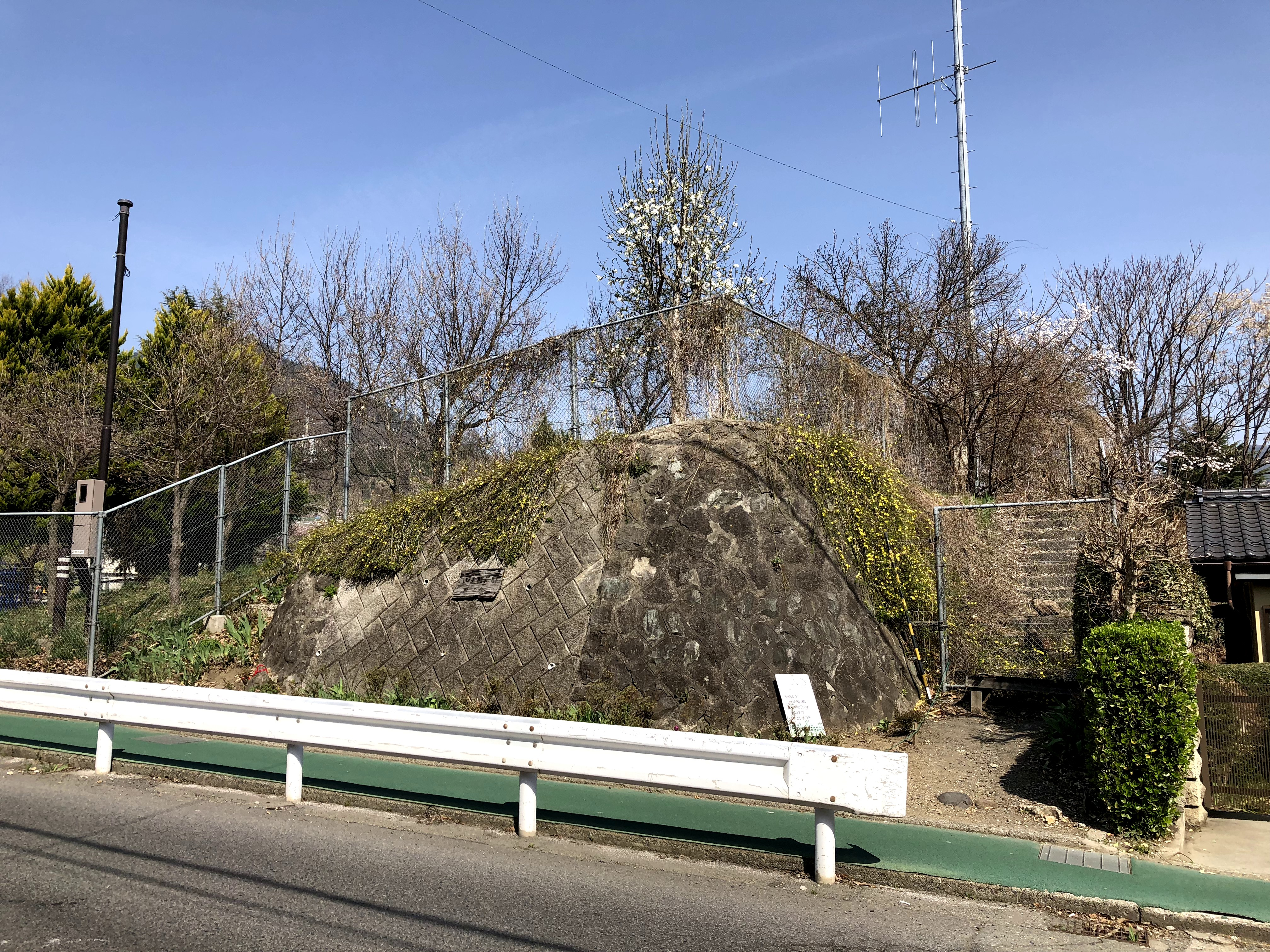
階段跡（2018年4月、遠景）
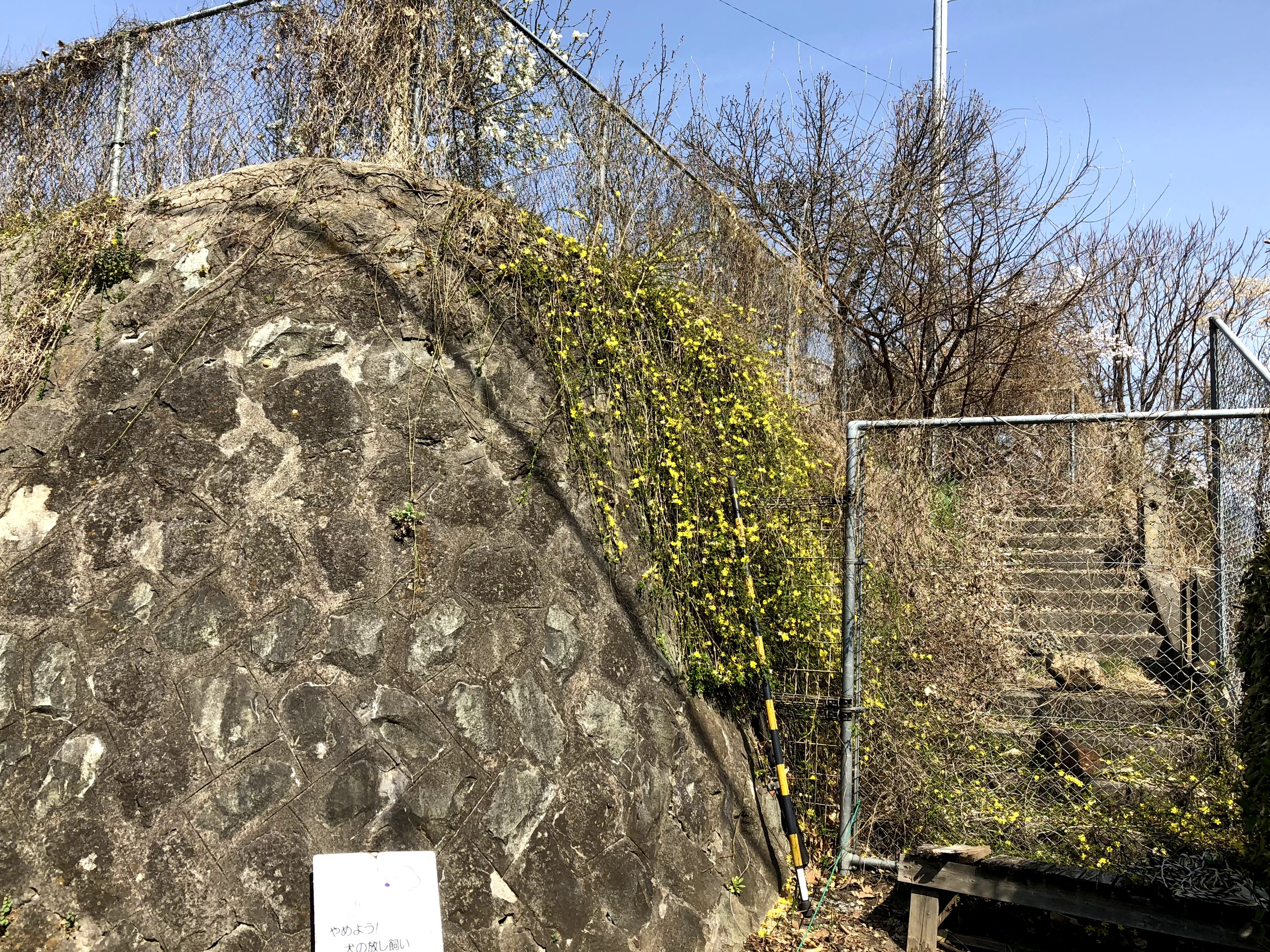
階段跡（2018年4月、階段付近）

## 駅周辺
- 長野市立山王小学校
- 裾花川

廃止前は市営プール（現在は山王小学校の校庭）も近隣に存在した。

## 隣の駅
善光寺白馬電鉄
南長野駅 - 山王駅 - 妻科駅